# Hexagonale Ferrite
Hexagonale Ferrite oder Hexaferrite sind keramische Verbindungen aus Eisenoxid ({\displaystyle {\ce {Fe2O3}}}) und anderen Metalloxiden (z. B. Barium, Strontium oder Cobalt). Sie haben eine kristalline Struktur, die aus hexagonal angeordneten Ebenen besteht, und gehören zur Klasse der Ferrimagnete. Das bekannteste Beispiel ist Bariumferrit {\displaystyle {\ce {BaFe12O19}}}. Bariumferrit ist ein starker Ferromagnet bei Raumtemperatur und hat eine ausgeprägte magnetische Anisotropie entlang der c-Achse. Alle Mitglieder der Familie der Hexaferrite bestehen aus mehreren, in einer bestimmten Reihenfolge gestapelten Grundbausteinen.

## Grundbausteine

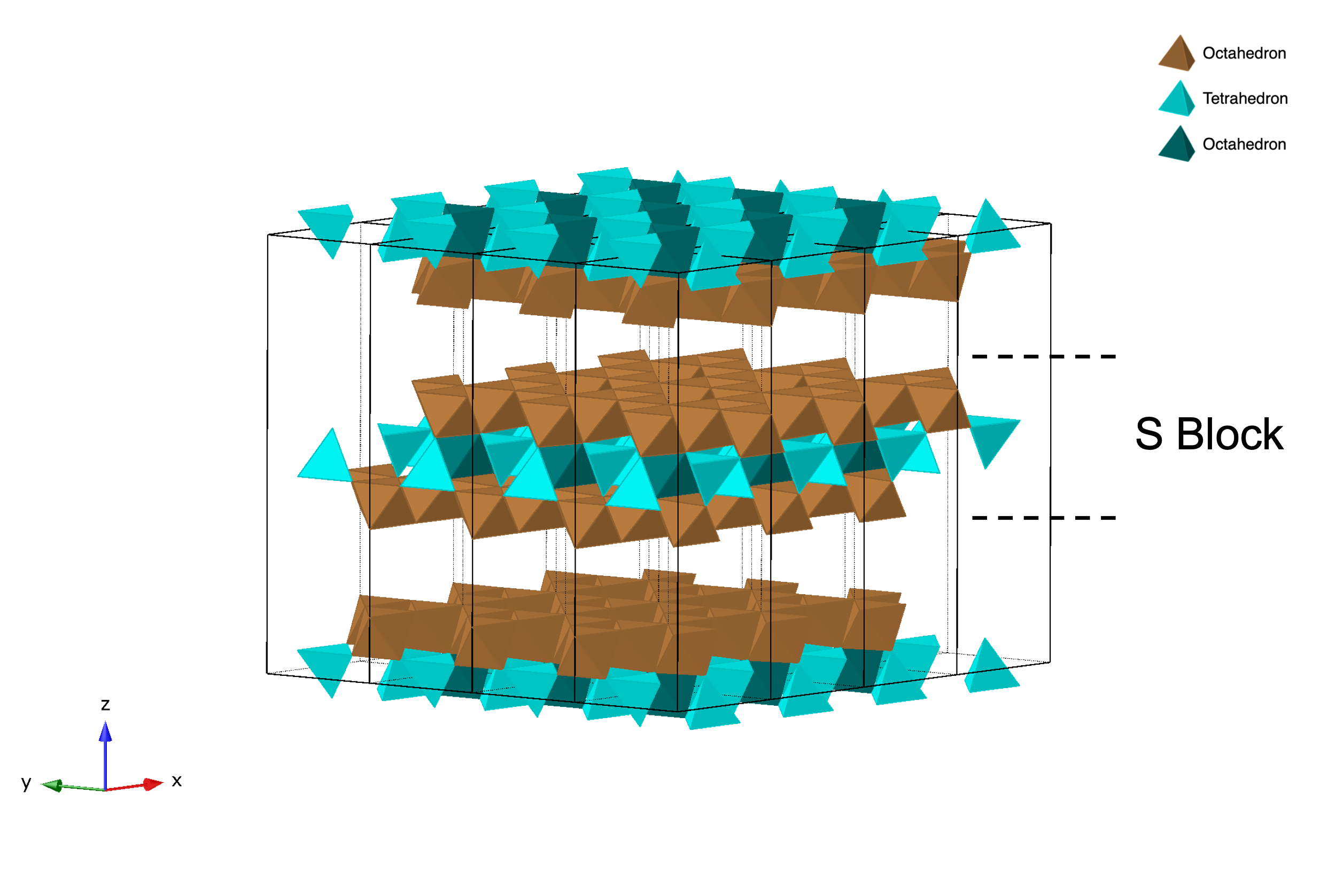
S-Block Struktur aus einem M-Typ Ferrit

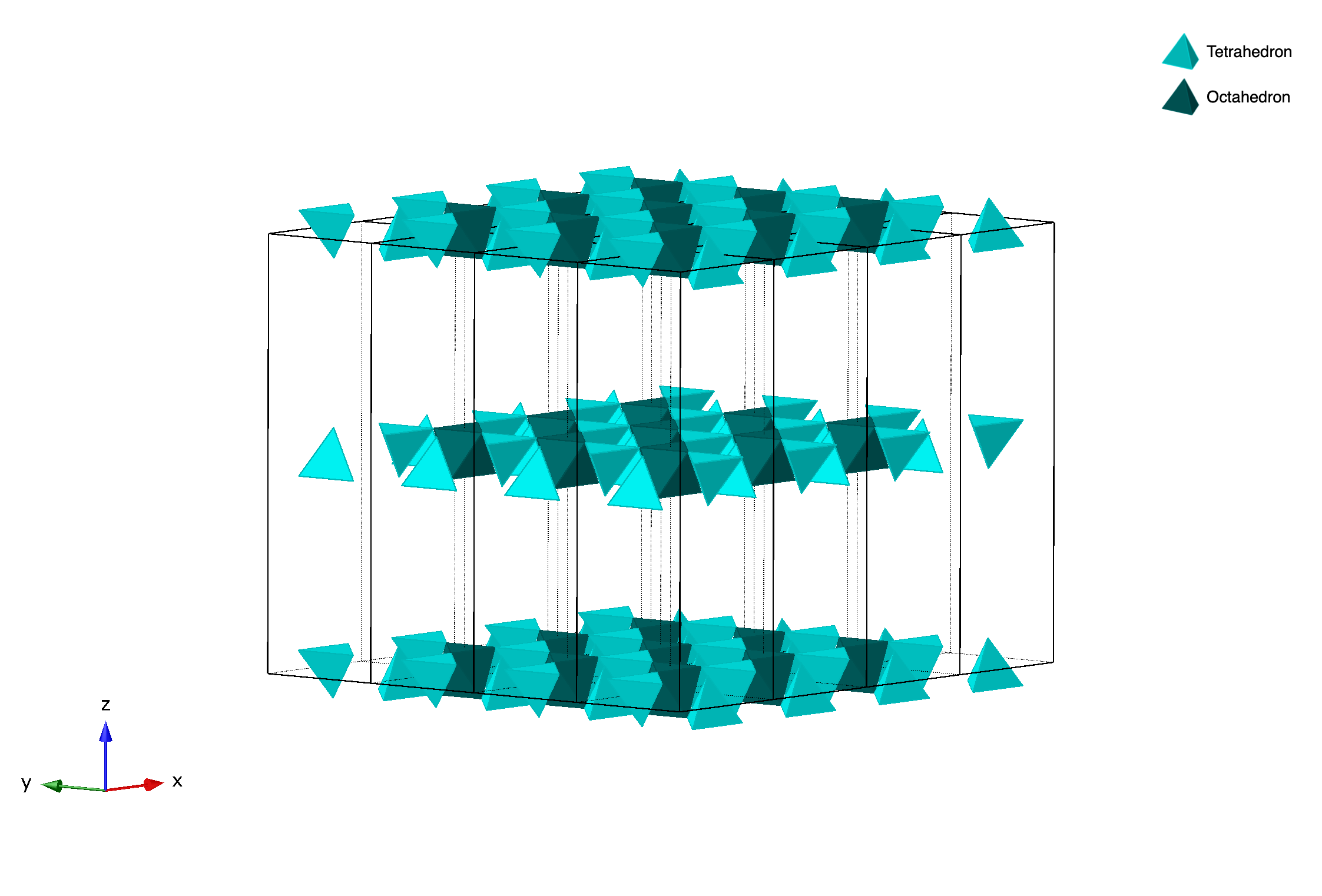
A-Schicht eines S-Blocks bestehend aus Me^{S}-zentrierten Tetraedern und Me^{S}-zentrierten Oktaedern.

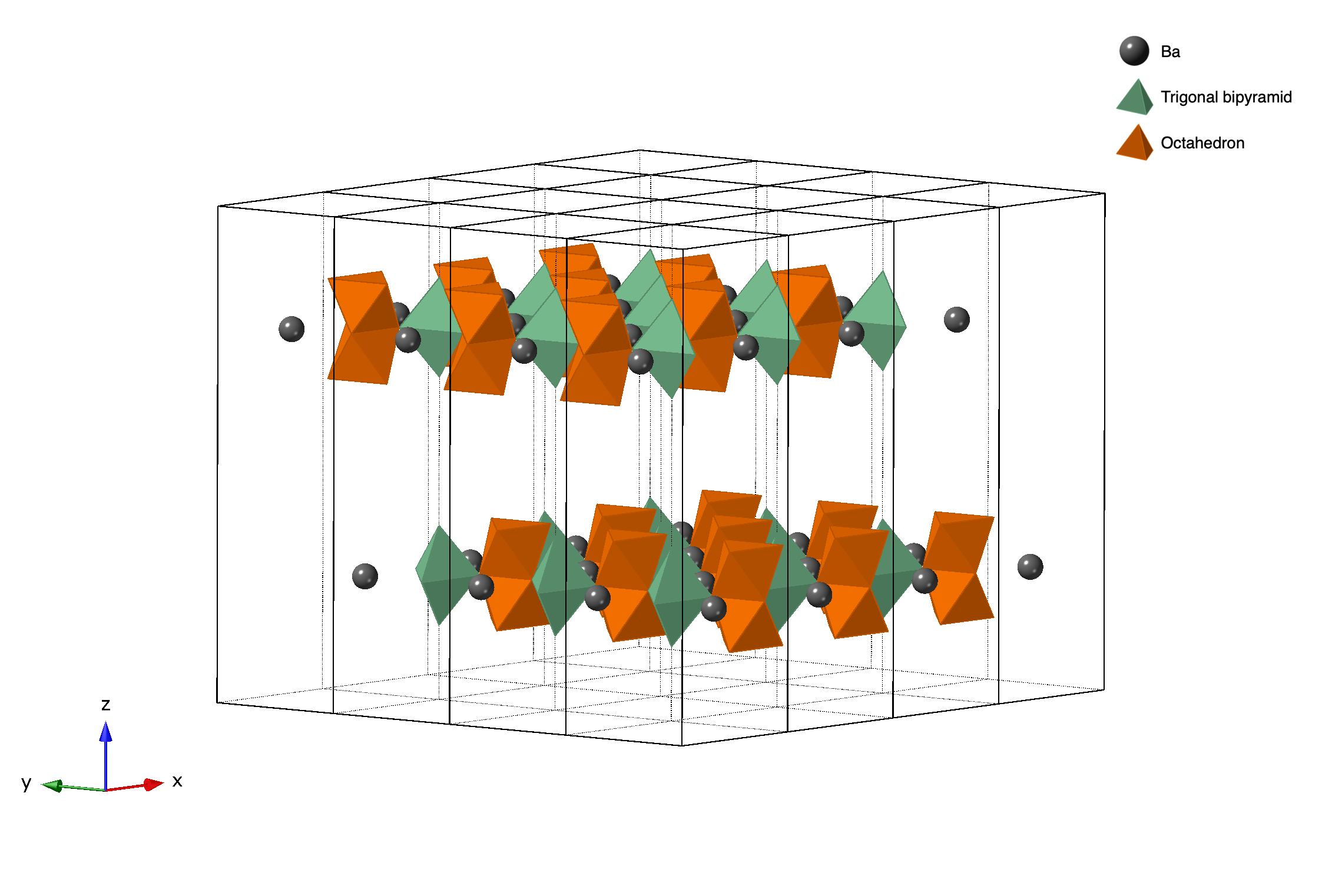
R-Block Struktur aus einem M-Typ Ferrit.

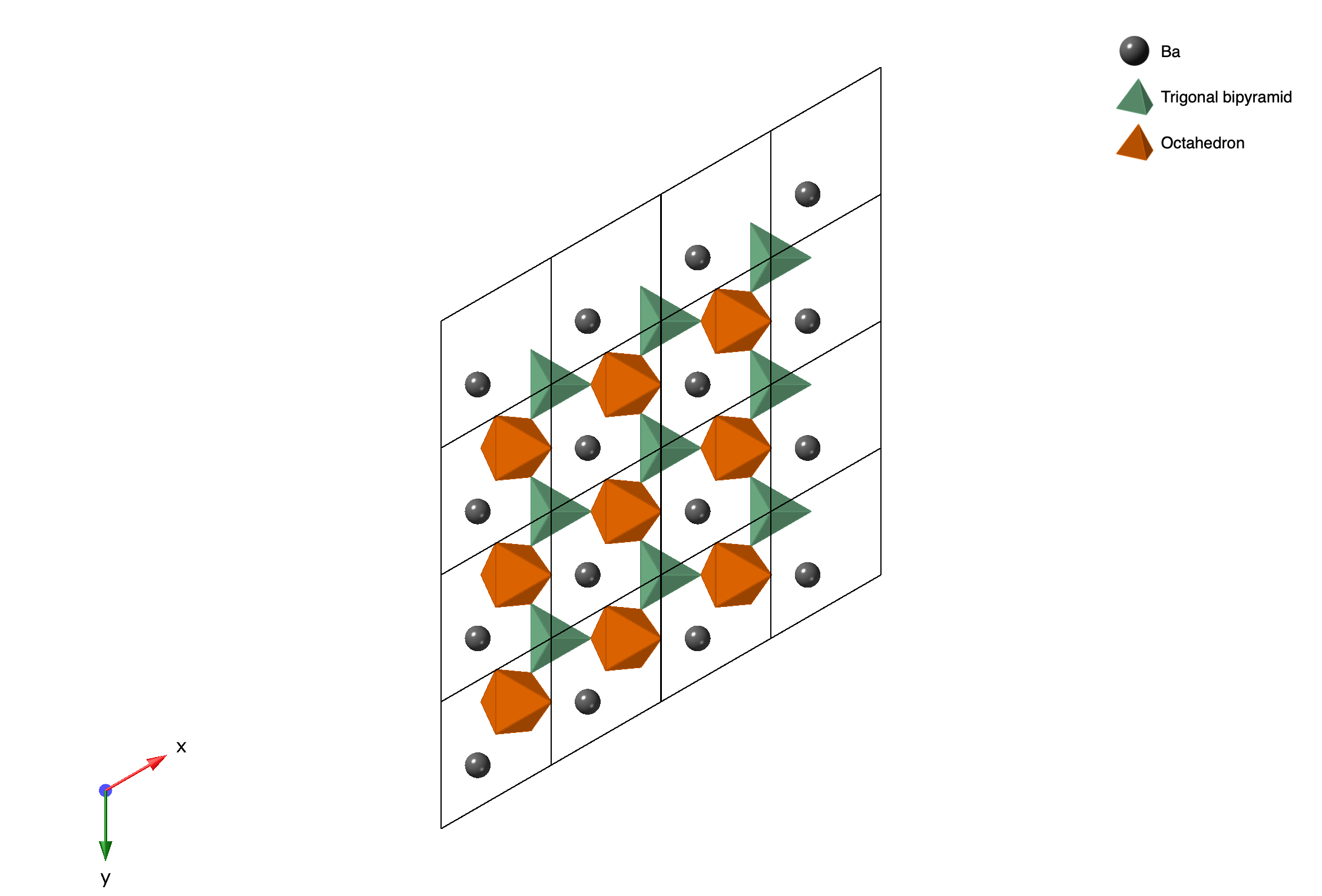
R-Block Struktur, entlang der c Ferrit-Richtung.

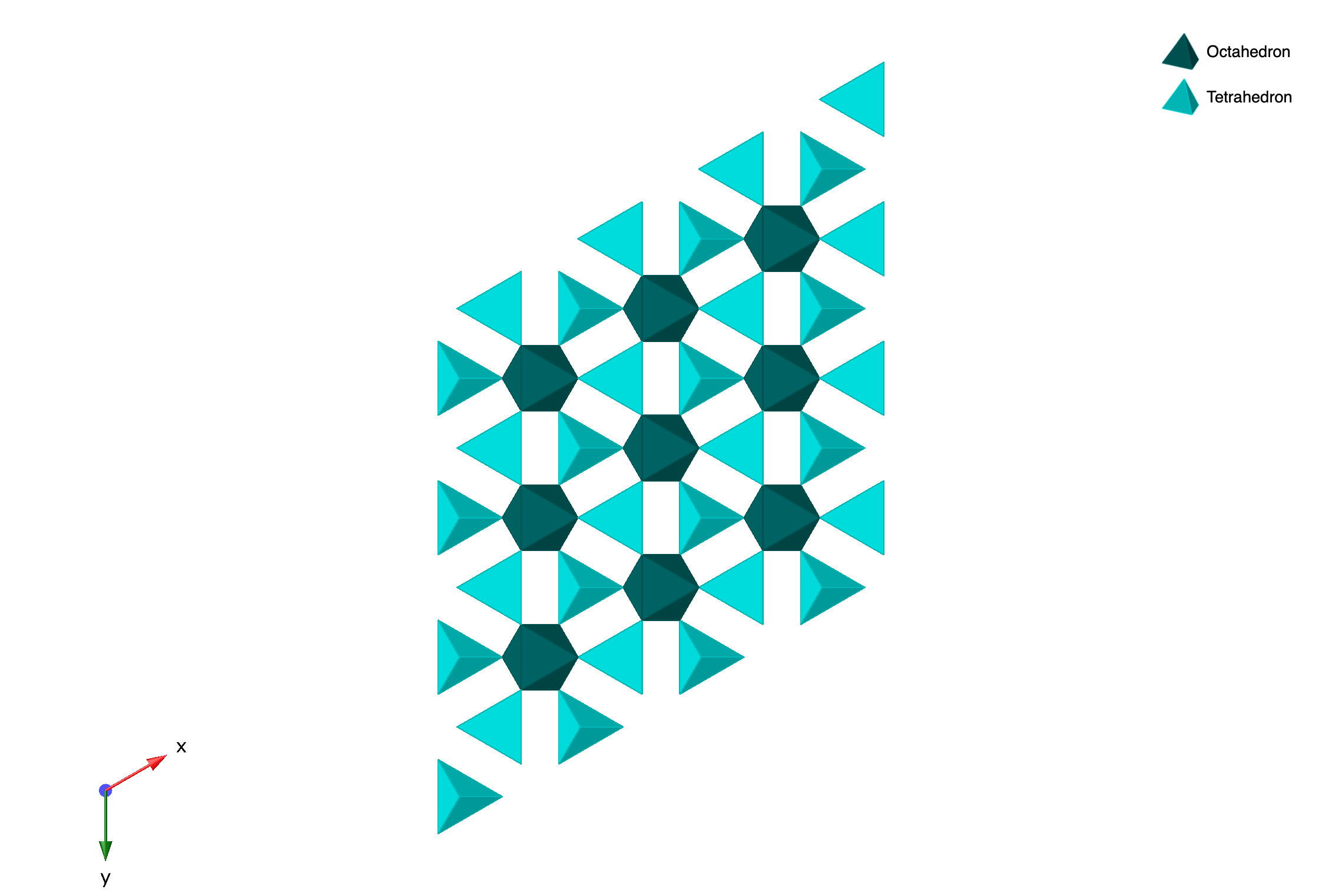
A-Schicht eines S-Blocks, entlang der c Ferrit-Richtung.

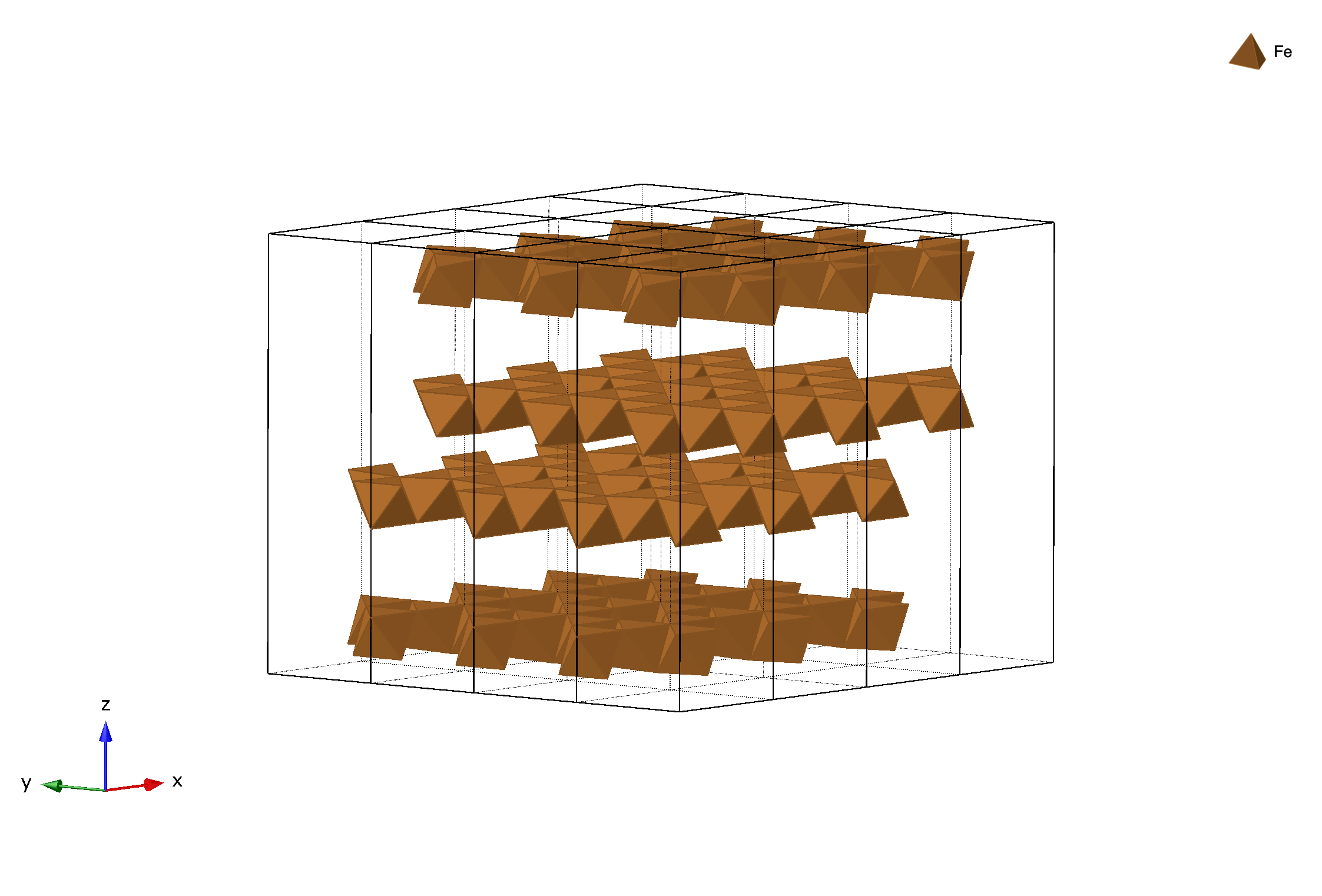
B-Schicht eines S-Blocks bestehend aus kanten-teilenden Me^{S}-zentrierten Oktaedern.

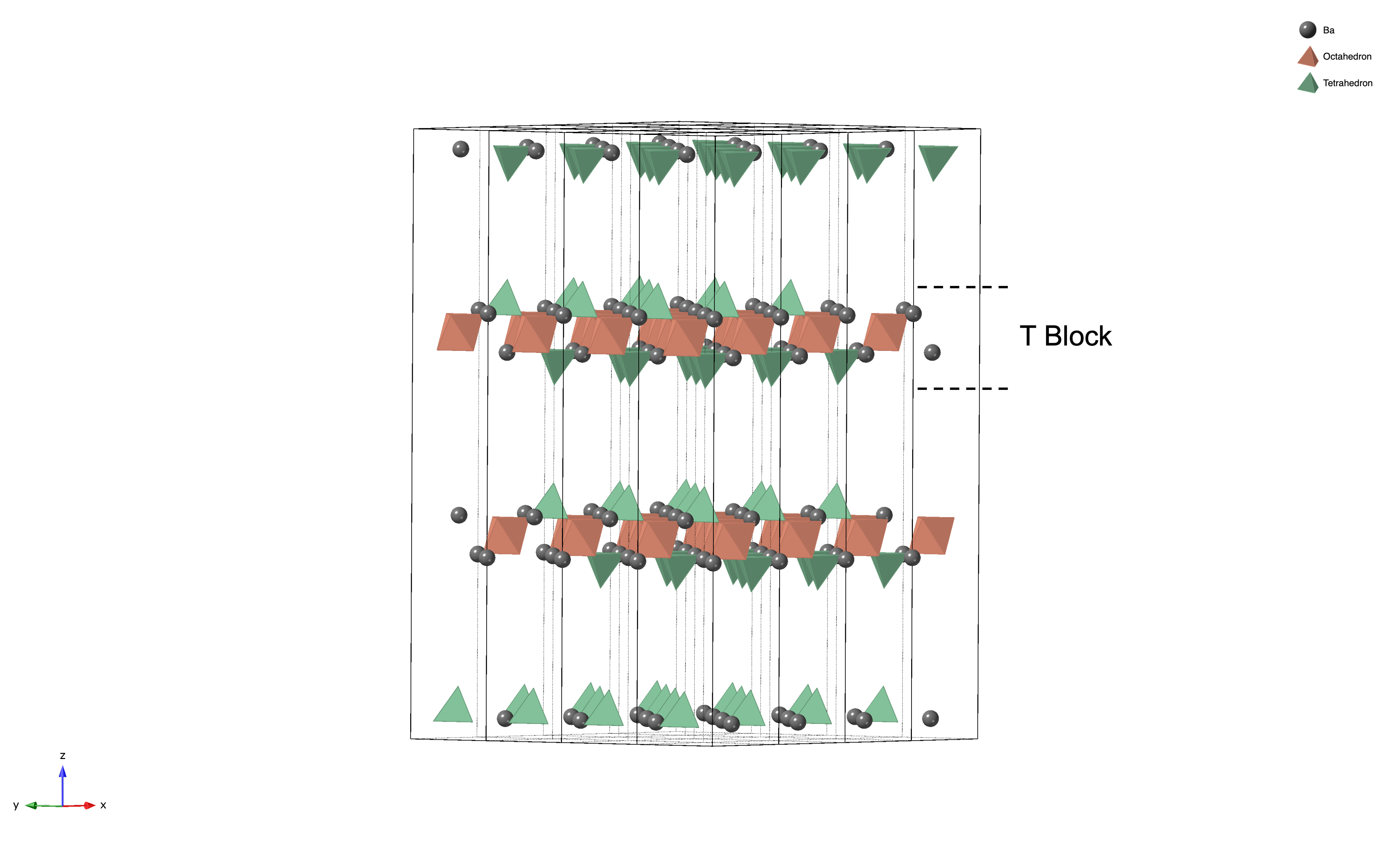
T-Block Struktur aus einem Y-Typ Ferrit.

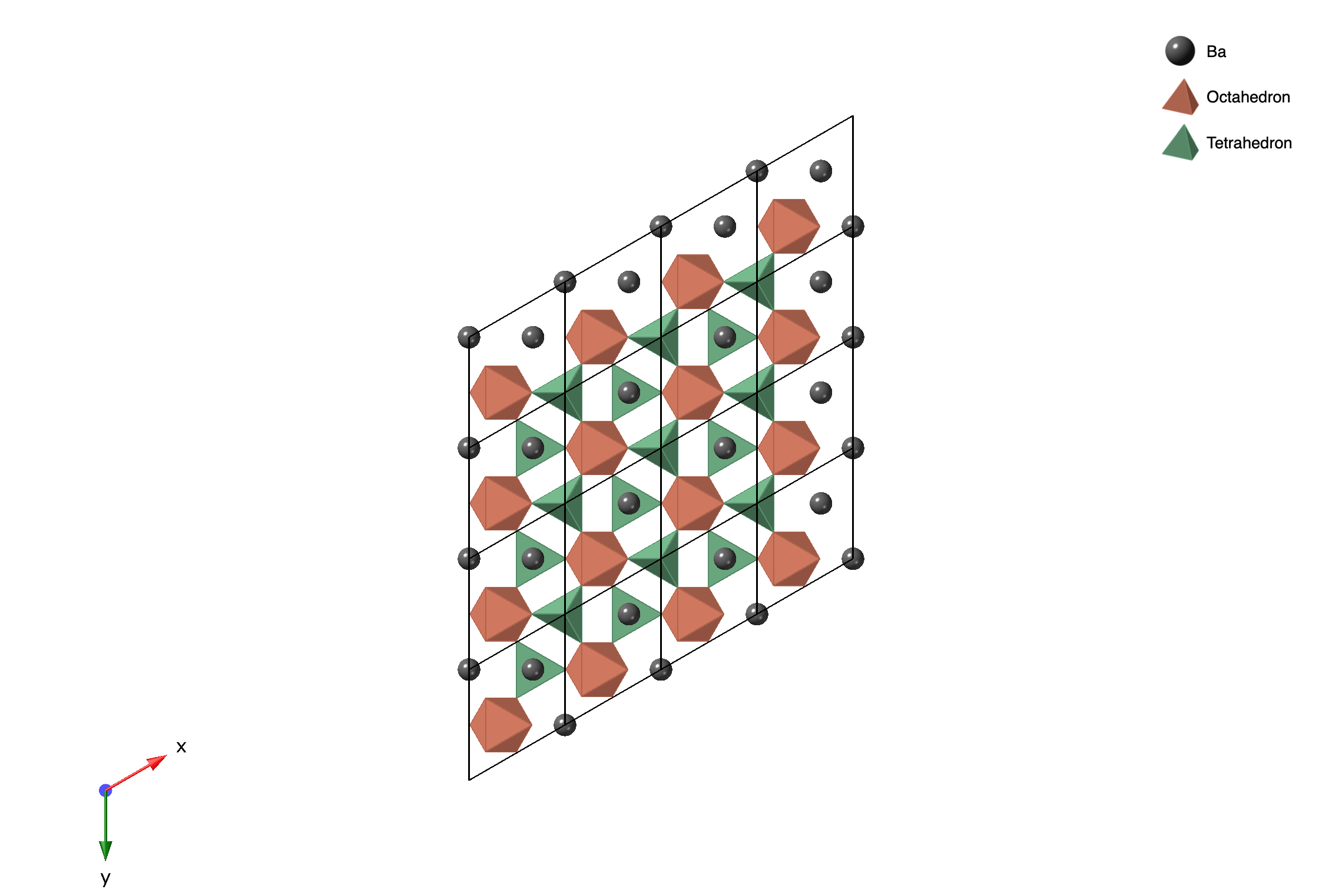
T-Block Struktur, entlang der c Ferrit-Richtung.

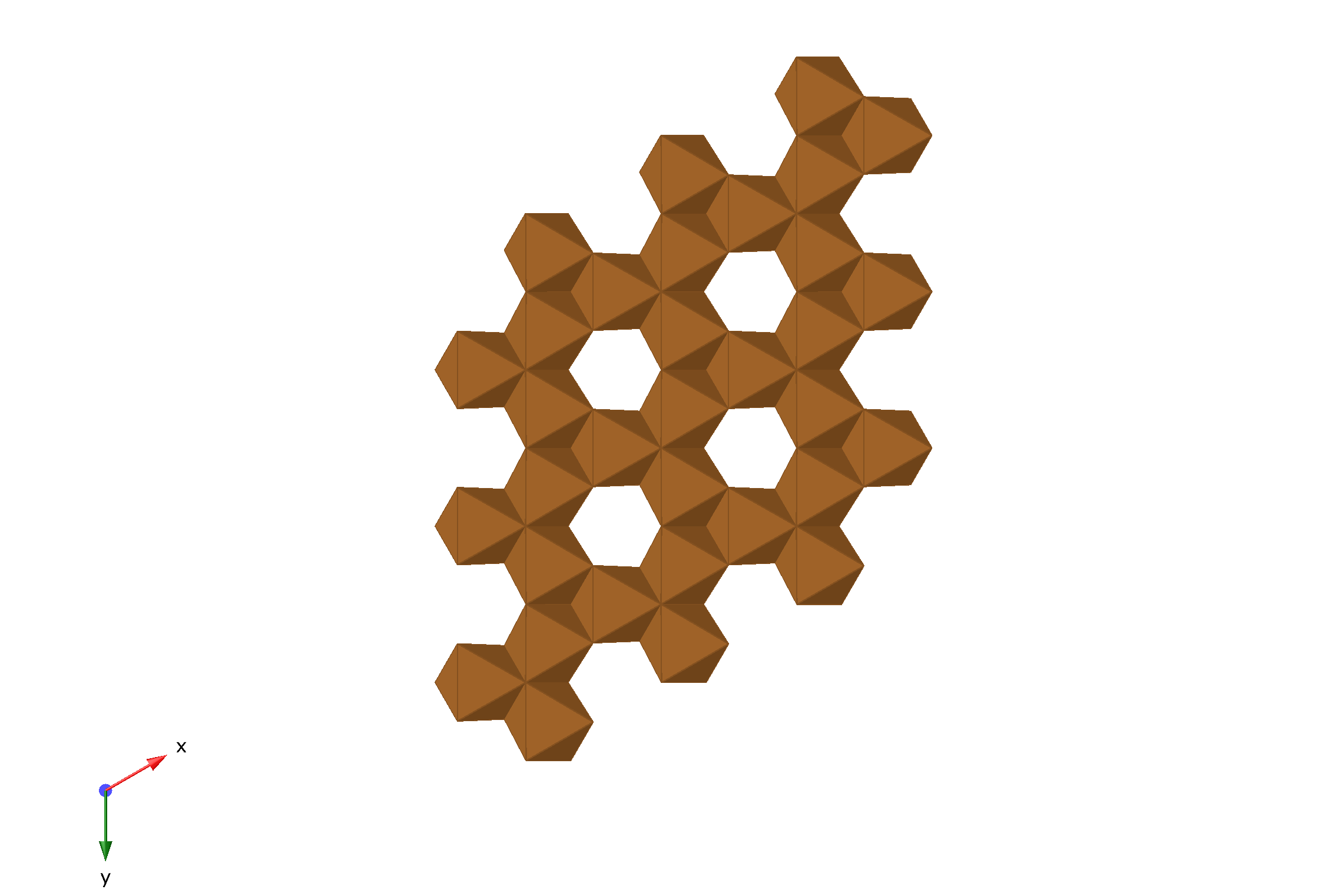
B-Schicht eines S-Blocks, entlang der c Ferrit-Richtung.

### S-Block
Der S-Block ist ein in Hexaferriten sehr häufig vorkommendes Element und hat die chemische Formel {\displaystyle {\ce {(Me^{S})6O8^{2+}}}}. {\displaystyle {\ce {Me^{S}}}} sind kleinere Metallkationen, beispielsweise Eisen {\displaystyle {\ce {Fe}}} und andere Übergangsmetalle oder Edelmetalle. Der S-Block ist im Grunde ein entlang der {\displaystyle (111)}-Ebene geschnittener {\displaystyle {\ce {AB2O4}}}-Spinell-Kristall. Jeder S-Block hat eine A- und eine B-Schicht. Die A-Schicht beinhaltet {\displaystyle {\ce {Me^{S}}}}-zentrierte Tetraeder und {\displaystyle {\ce {Me^{S}}}}-zentrierte Oktaeder, während die B-Schicht aus kanten-teilenden {\displaystyle {\ce {Me^{S}}}}-Oktaedern besteht. Beide Schichten haben die gleiche chemische Formel {\displaystyle {\ce {(Me^{S})3O4^{2+}}}}.

### R-Block
Der R-Block hat die chemische Zusammensetzung {\displaystyle {\ce {Me^{L}Me^{S}6O11^{2-}}}}. {\displaystyle {\ce {Me^{L}}}} sind größere Metallkationen, zum Beispiel Erdalkalimetalle (Barium {\displaystyle {\ce {Ba}}}, Strontium {\displaystyle {\ce {Sr}}}), Seltenerdmetalle, Blei {\displaystyle {\ce {Pb}}} etc. Die Kristallklasse des R-Blocks ist {\displaystyle {\bar {6}}m2}. Das größere Metallkation befindet sich in der mittleren von drei hexagonalen Schichten. Dieser Block besteht außerdem aus flächen-teilenden {\displaystyle {\ce {Me^{S}}}}-zentrierten Oktaedern und {\displaystyle {\ce {Me^{S}}}}-zentrierten trigonalen Doppelpyramiden.

### T-Block
Der T-Block hat die chemische Formel {\displaystyle {\ce {Me^{L}2Me^{S}8O14^{2-}}}}. Seine Kristallklasse ist {\displaystyle 3m}. Ein T-Block besteht aus 4 Sauerstoff-Schichten, wobei die zwei {\displaystyle {\ce {Me^{L}}}}-Atome zwei Sauerstoffatome in der Mitte der beiden Schichten ersetzen. In einem T-Block existieren sowohl {\displaystyle {\ce {Me^{S}}}}-zentrierte Oktaeder als auch {\displaystyle {\ce {Me^{L}}}}-zentrierte Tetraeder.

## Mitglieder der Hexaferritfamilie

### M-Typ Ferrite
M-Typ Ferrite bestehen aus abwechselnden S- und R-Blocks in der Reihenfolge SRS*R*, wobei * eine Rotation um die c-Achse um 180° entspricht. Die chemische Formel von M-Ferriten ist {\displaystyle {\ce {Me^{L}Me^{S}12O19}}}. Bekanntere Vertreter sind BaFe12O19 und {\displaystyle {\ce {SrFe12O19}}}. Sie liegen in der {\displaystyle P6_{3}/mmc}⁣-Raumgruppe vor. Für BaFe12O19 ist a = 5.89 Å und c = 23.18 Å. M-Ferrite sind sehr robuste ferrimagnetische Materialien und deshalb weit verbreitet als Kühlschrankmagnete, Magnetstreifen in Kreditkarten, Lautsprechermagnete und in Linear Tape-Open.

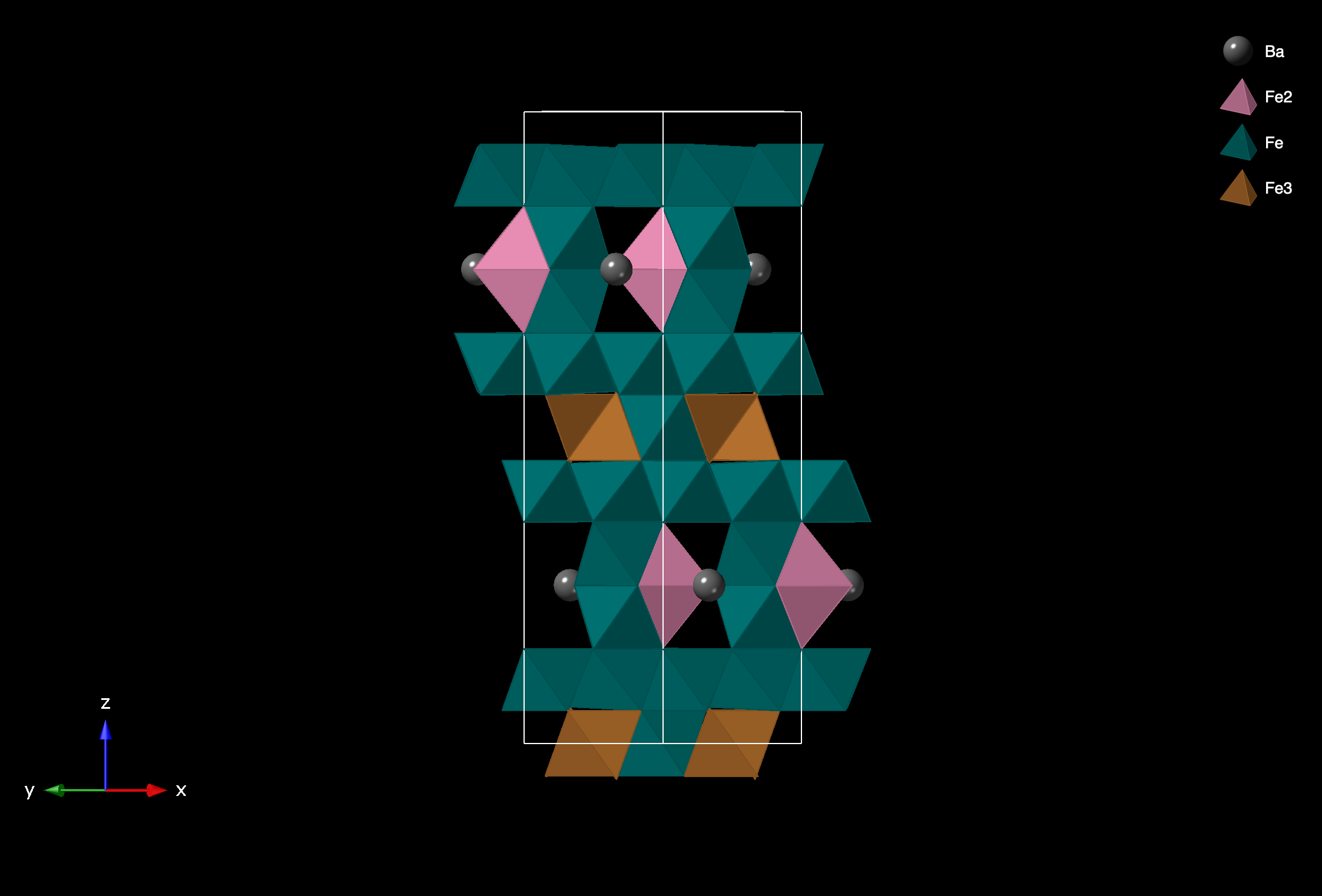
M-Typ Ferrit.

### W-Typ Ferrit
W-Typ Ferrit besteht wie der M-Typ aus S- und R-Block, hier unterscheidet sich aber die Stapelfolge und Anzahl der Blocks. Die Stapelfolge ist SSRS*S*R* und die Zusammensetzung ist {\displaystyle {\ce {Me^{L}Me^{S}18O27}}}, die dazugehörige Raumgruppe ist {\displaystyle P6_{3}/mmc}. Ein Beispiel ist {\displaystyle {\ce {BaFe18O27}}} mit a = 5.88 Å und c = 32.85 Å.

### R-Typ Ferrit
R-Typ Ferrite haben die chemische Formel {\displaystyle {\ce {Me^{L}Me^{S}6O11}}} in der Raumgruppe {\displaystyle P6_{3}/mmc}. Im Gegensatz zu anderen Hexaferriten fehlt beim R-Typ der S-Block. Anstelle dessen finden sich hier einzelne B-Schichten (siehe dazu den S-Block). Die Stapelfolge ist BRB*R*.

### Y-Typ Ferrit
Y-Typ Ferrite sind über die chemische Zusammensetzung {\displaystyle {\ce {Me^{L}2Me^{S}14O22}}} definiert und liegen in der Raumgruppe {\displaystyle R{\bar {3}}m} vor. Ein Beispielmaterial ist {\displaystyle {\ce {Ba2Co2Fe12O22}}} mit a = 5.86 Å und c = 43.5 Å. Der Y-Typ besteht aus S- und T-Blocks mit einer 3(ST)-Anordnung in einer Einheitszelle. Hier liegt keine horizontale Spiegelebene vor.

### Z-Typ Ferrit
Die Z-Typ Ferrite haben die chemische Zusammensetzung {\displaystyle {\ce {Me^{L}3Me^{S}26O41}}}, sie sind Vertreter der Raumgruppe {\displaystyle P6_{3}/mmc}. Die Stapelfolge ist kompliziert: SRSTS*R*S*T*. Einige Vertreter der Z-Ferrite zeigen möglicherweise anisotrope, komplexe magnetische Eigenschaften. Ein Beispiel dafür ist {\displaystyle {\ce {Ba3Co2Fe24O41}}} mit den Gitterkonstanten a = 5.88 Å und c = 52.3 Å.

### X-Typ Ferrit
X-Typ Ferrit ist über {\displaystyle {\ce {Me^{L}2Me^{S}30O46}}} charakterisiert und kristallisiert in der Raumgruppe {\displaystyle R{\bar {3}}m}. Die Stapelfolge ist 3(SRS*S*R*) in einer Einheitszelle. Ein Beispiel hierfür ist {\displaystyle {\ce {Sr2Co2Fe28O46}}} mit c = 83.74 Å.